# Statue de Dick King
La statue de Dick King située à Durban en Afrique du Sud, rend hommage à Richard Philip King dit Dick King (1813-1871), un commerçant qui accomplit en 1842 une chevauchée de près de 1 000 km pour donner l'alerte et sauver la garnison de Durban assiégée par les Boers. Œuvre réalisée par Henry Harley Grellier (1879-1943), cette statue équestre en bronze fut financée par souscription publique par les habitants de Durban et érigée en 1915.

## Localisation
La statue est située à Durban, sur l'esplanade de Victoria embankment (Dr Margaret Mncadi avenue) à l'intersection avec l'ancienne Gardiner street (devenue la Dorothy Nyembe street).

## Descriptif

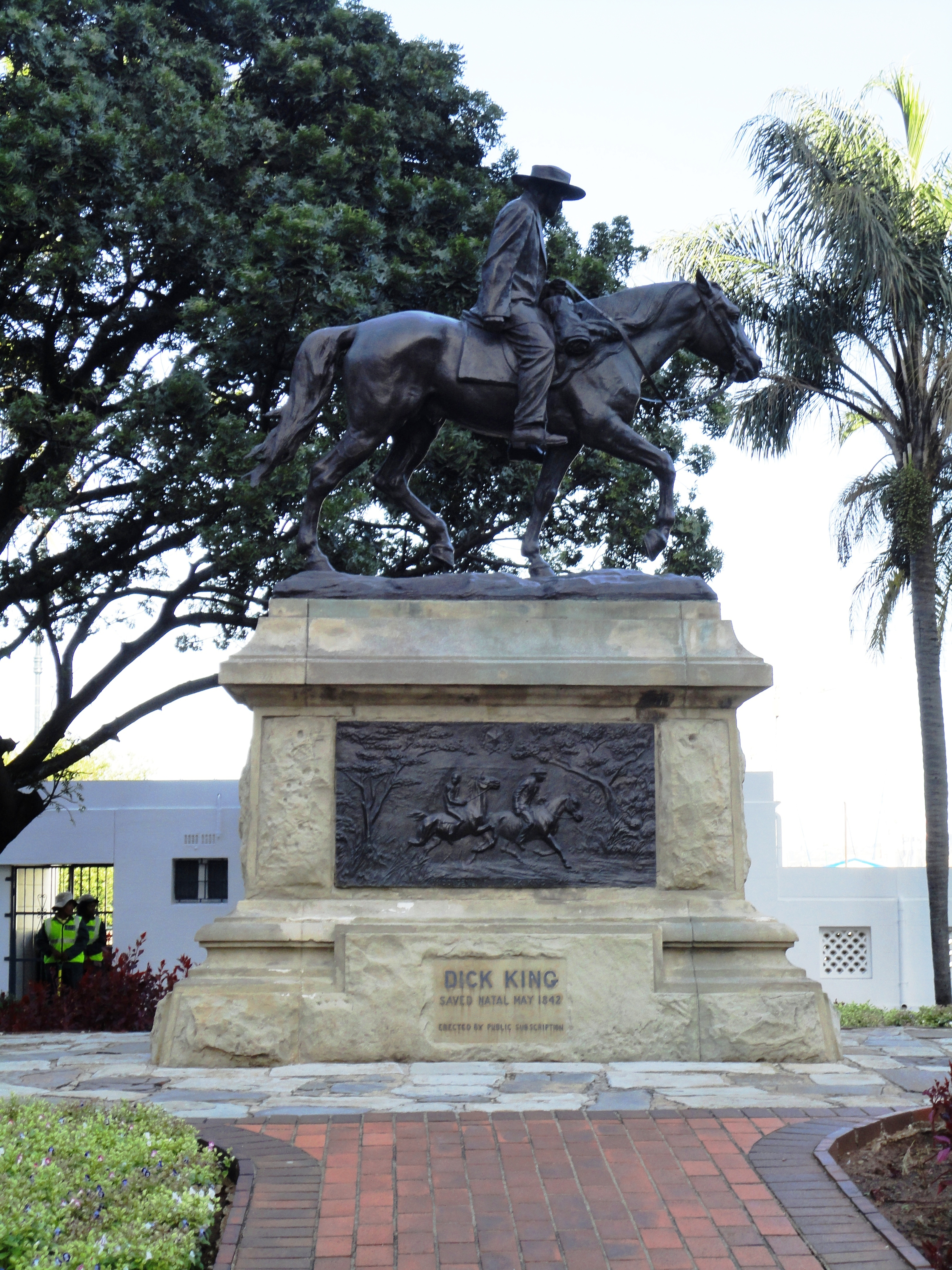
Ensemble du monument.

Juchée sur un haut piédestal, la statue représente Dick King sur son cheval nommé Somerset. Le cavalier et sa monture sont représentés fatigués et épuisés. King est avachi sur sa selle, le regard vers le sol, tenant relâchées les rênes de son cheval. Cette posture vise à symboliser le long périple épuisant qu'a effectué Dick King en 14 jours de chevauchées pour rejoindre Grahamstown.
La statue de King est accompagnée de deux bas-reliefs en bronze illustrant cette chevauchée vers Grahamstown avec le serviteur zoulou, Ndongeni kaXoki.  

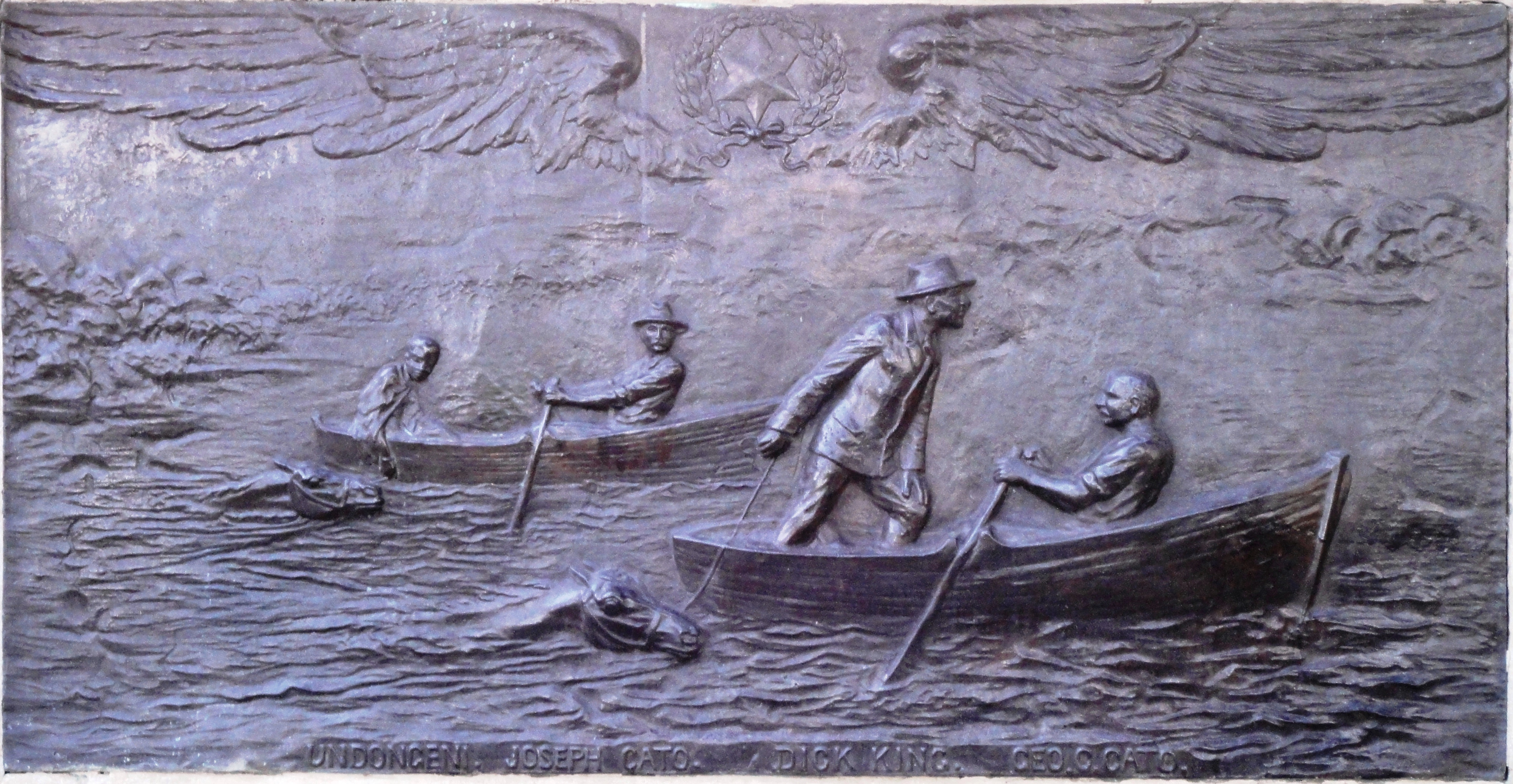
Le panneau dépeignant la traversée de la baie de Durban par Dick King et Ndongeni kaXoki, aidés par les frères Joseph et George Cato.
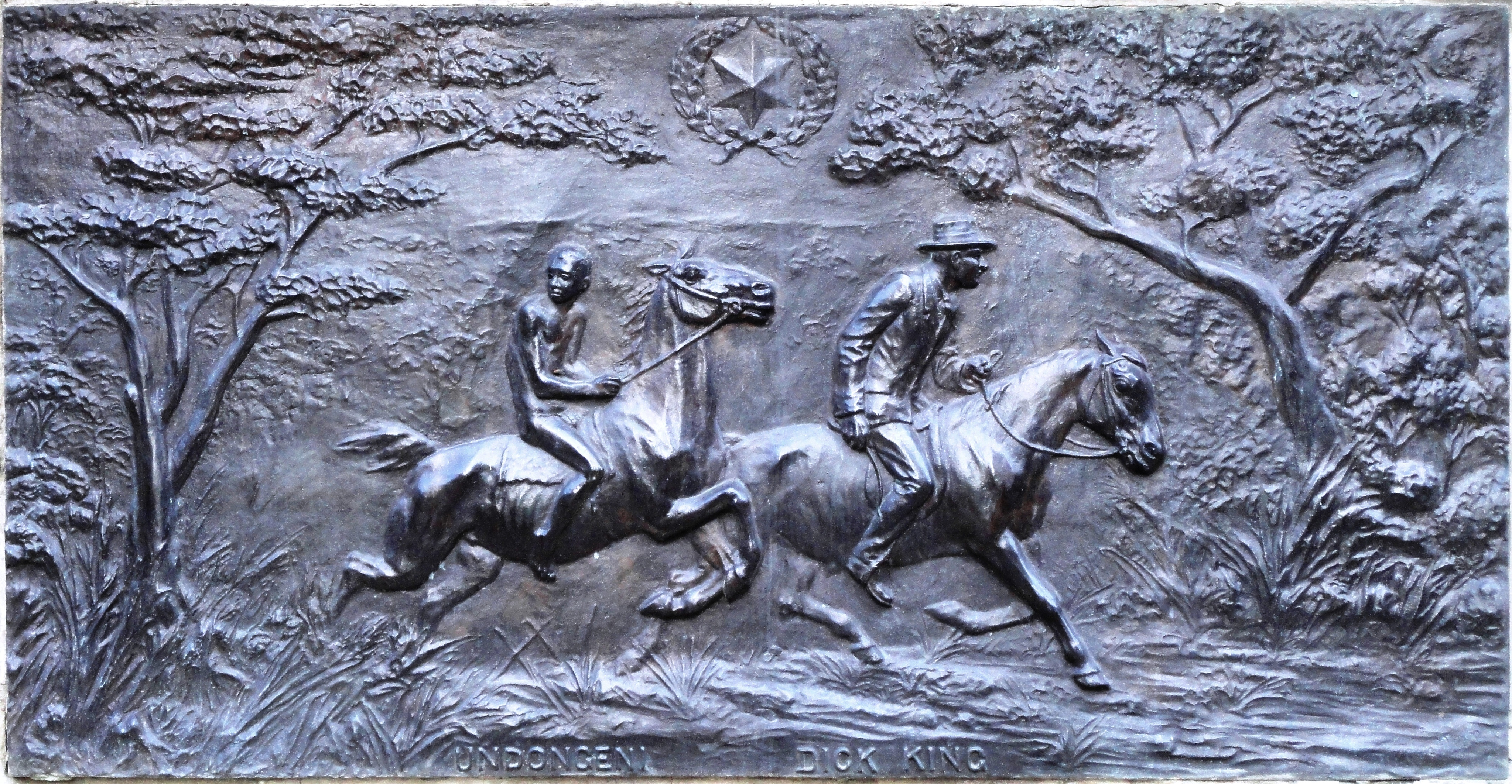
Le panneau en bronze représentant la chevauchée de Dik King et de Ndongeni kaXoki.

Sur le piédestal il est rappelé que Dick King sauva le Natal en mai 1842 et que la statue fut financée par une souscription publique.

## Historique

### Le lien de Dick King avec Durban

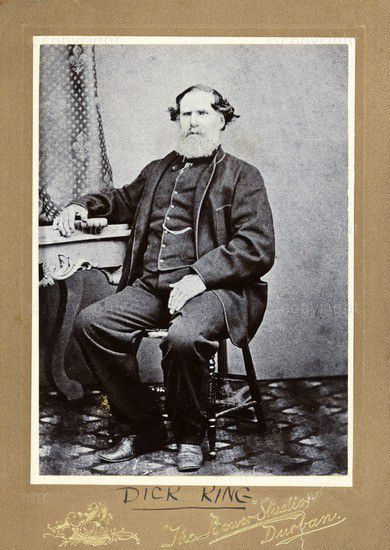
Dick King

Né en 1813 à Chatham, en Angleterre, Dick King et ses parents avaient émigré en 1820 dans la colonie du Cap et s'étaient installés dans le district d'Albany avant de se fixer en 1828 dans la région frontalière de Port Natal. Dick King y devint commerçant. 
En 1839, le gouverneur de la colonie du Cap décida d'envoyer à Port Natal un corps expéditionnaire afin de restaurer la souveraineté britannique sur la région du Natal, alors devenue une république boer (Natalia). La troupe expéditionnaire, commandée par le Capitaine Charlton Smith, arriva à Port Natal/Durban le 4 mai 1842 et y construisit une forteresse (Old Fort). Dans la nuit du 23 au 24 mai 1842, afin de reprendre le contrôle de la région, les Britanniques assaillirent les Voortrekkers au camp de Congella. L'assaut fut repoussé et les troupes britanniques durent se retrancher dans leur camp de base, désormais assiégé par les Boers commandés par Andries Pretorius. 
Dick King accompagné de son serviteur zoulou de 16 ans, Ndongeni, parvinrent à franchir le blocus voortrekker et à parcourir à cheval 960 km en 14 jours pour rallier la garnison britannique de Grahamstown afin d'obtenir des renforts. Si Ndongeni, sans cheval et sans selle, est obligé de renoncer en chemin, King parvient à traverser des régions hostiles et à rejoindre Grahamstown
L'arrivée de nouvelles troupes britanniques 20 jours plus tard à Durban obligea les Voortrekkers à battre en retraite. Pour l'exploit réalisé par Dick King, le gouvernement lui remit la somme de quinze livres sterling et attribua des terres à la fois à King et à Ndongeni.

### Une statue équestre financée par une collecte de fonds
L'idée d'ériger une statue de King est envisagé dès 1862 mais ce n'est finalement qu'en 1905 que l'idée est sérieusement soulevée par des notables de Durban comme E.L. Acutt, ancien maire, et Ellis Brown, alors maire de Durban. Des articles paraissent dans la presse mais l'organisation de la collecte de fonds prend du temps car le sujet n'est pas prioritaire. En outre, le choix de la sculpture prend également un certain temps. La version allégorique proposée le sculpteur britannique William Hamo Thornycroft est ainsi rejetée. Le modèle proposé par H.H. Grellier est finalement retenu et réalisé en Italie. 
Le monument est inauguré le 14 aout 1915 par le maire de Durban, J. H. Nicolson.

### Époque contemporaine

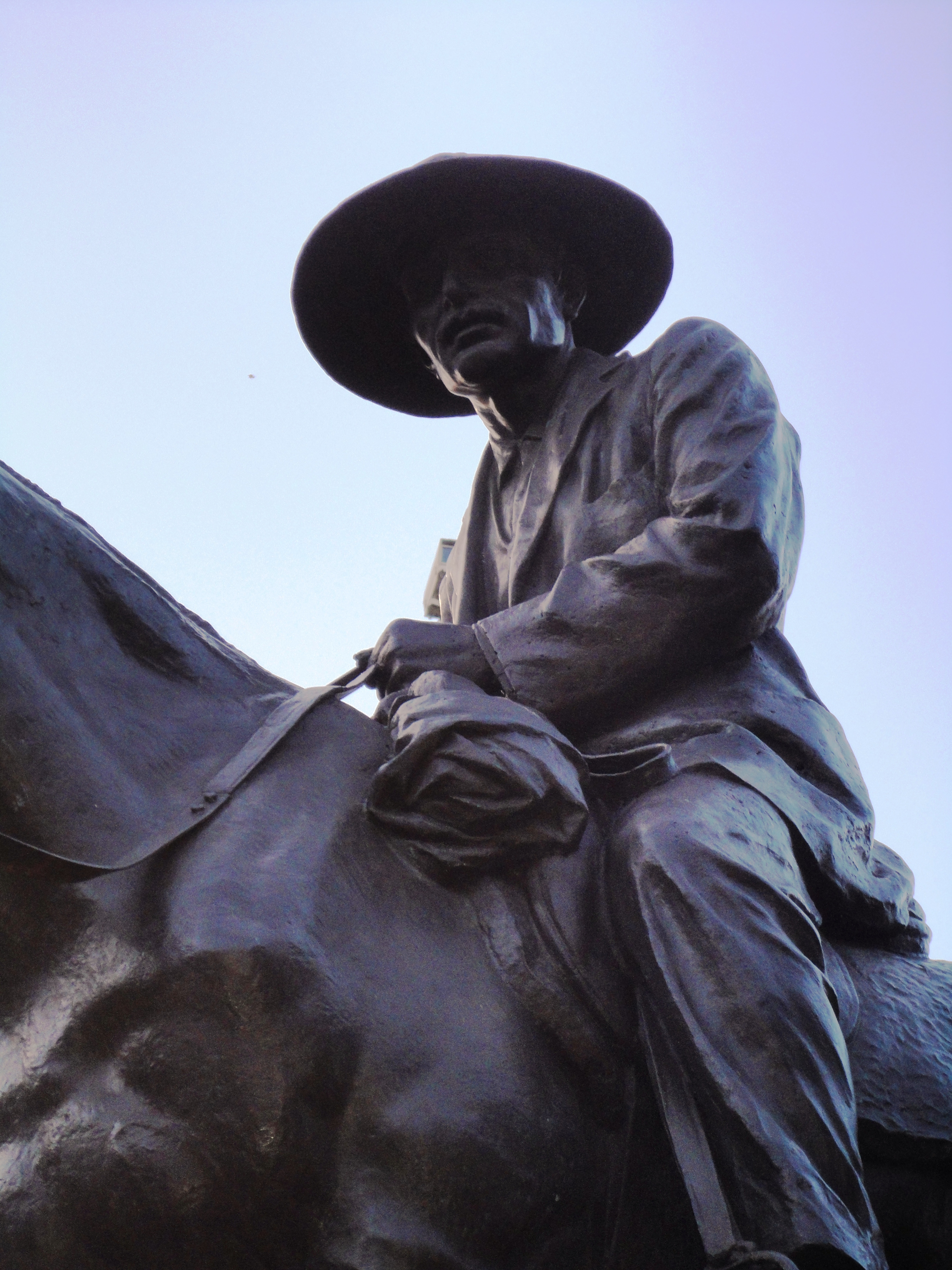
Dick King

A l'instar des nombreux monuments sud-africains représentatifs de l'histoire des Blancs d'Afrique du Sud, le maintien de ce monument sur son site actuel est remis en question par les mouvements panafricanistes, tels que celui de Julius Malema, et a été victime de vandalisme (jets de peinture en 2015).